# Haemogamasus
Haemogamasus es un género de ácaros perteneciente a la familia Haemogamasidae.

## Especies
El género contiene las siguientes especies:
- Haemogamasus ambulans[3]
- Haemogamasus angustus Ma, Ye & Zhang, 1996[2]
- Haemogamasus arvicolarum Berlese, 1920[2]
- Haemogamasus bascanus Senotrusova, 1985[2]
- Haemogamasus cucurbitoides Wang & Pan, in Wang, Pan & Yan 1994[2]
- Haemogamasus daliensis Tian, 1990[2]
- Haemogamasus dauricus Bregetova[2]
- Haemogamasus dimini Senotrusova, 1987[2]
- Haemogamasus dorsalis Teng & Pan[2]
- Haemogamasus emeiensis Zhou, 1981[2]
- Haemogamasus ghanii Williams, in Williams, Smiley & Redington 1978[4][2]
- Haemogamasus gongshanensis Tian & Gu, 1989[2]
- Haemogamasus gui Tian, 1990[2]
- Haemogamasus harperi[5]
- Haemogamasus hirsutus Berlese, 1889[2]
- Haemogamasus horridus Michael, 1892[2]
- Haemogamasus huangzhongensis Yang & Gu, 1986[2]
- Haemogamasus keegani[4]
- Haemogamasus liberensis Domrow, 1960[2]
- Haemogamasus liponyssoides[6]
- Haemogamasus longitarsus[4]
- Haemogamasus macrodentilis Piao & Ma, 1980[2]
- Haemogamasus mandschuricus Vitz.[2]
- Haemogamasus microti Senotrusova, 1985[2]
- Haemogamasus multidentis Guo & Gu, 1997[2]
- Haemogamasus nidi Michael, 1892[4][2]
- Haemogamasus nidiformis Bregetova, 1956[2]
- Haemogamasus occidentalis[7]
- Haemogamasus onychomydis[7]
- Haemogamasus pingi Chang[2]
- Haemogamasus pontiger (Berlese, 1903)[7][2]
- Haemogamasus postsinuatus Liu & Ma, 2002[2]
- Haemogamasus qinghaiensis Yang & Gu, 1985[2]
- Haemogamasus reidi[7]
- Haemogamasus sanxiaensis Liu & Ma, in Liu, Hu & Ma 2001[2]
- Haemogamasus serdjukovae Bregetova, 1949[2]
- Haemogamasus sexsetosus Guo & Gu, 1998[2]
- Haemogamasus suncus Allred[2]
- Haemogamasus tangkeensis Zhou, 1981[2]
- Haemogamasus thomomysi Williams, in Williams, Smiley & Redington 1978[7][2]
- Haemogamasus trapezoideus Teng & Pan, 1964[2]
- Haemogamasus trifurcisetus Zhou & Jiang, 1987[2]
- Haemogamasus yushuensis Sun & Yin, 1995[2]